# Řád svaté Olgy a Sofie
Řád svaté Olgy a Sofie, celým názvem Královský rodinný řád svaté Olgy a Sofie (řecky Βασιλικόν Οἰκογενειακόν Τάγμα Ἁγίων Ὂλγας καὶ Σοφίας), byl řecký královský řád založený roku 1936. Řád byl udílen výhradně ženám. Po zániku monarchie roku 1973 přestal být řád udílen jako státní vyznamenání. Přežil pouze jako dynastický řád bývalé řecké královské rodiny.

## Historie
Řád založil roku 1936 řecký král Jiří II. na památku své babičky královny Olgy a své matky královny Sofie. Udílen byl členkám řecké královské rodiny i členkám královských dynastií jiných zemí. Nižší třídy byly udíleny ženám nekrálovského původu za jejich zásluhy o dynastii.
První velmistryní řádu byla od roku 1936 do roku 1947 Helena Řecká a Dánská. Od roku 1947 do roku 1964 zastávala tuto funkci řecká královna Frederika Hannoverská. Od roku 1964 je velmistryní řádu bývalá řecká královna Anne-Marie Dánská.
Od zrušení řecké monarchie není řád udílen jako státní vyznamenání. Zachován zůstal pouze jako dynastický řád potomků řecké královské rodiny.

## Třídy
Řád byl udílen ve čtyřech třídách.
- velkokříž
- velkokomandérka
- zlatý kříž
- stříbrný kříž

## Insignie
Řádový odznak se v jednotlivých třídách liší. U dvou nejvyšších tříd sestává odznak ze zlatého medailonu převýšeného korunou, která leží v modře smaltovaném kruhu, který lemuje medailon. Ve spodní části okraje je nápis v řeckém písmu Αγία Σοφία – Αγία Όλγα. V medailonu je v pozadí bíle smaltovaný červeně lemovaný kříž. Po stranách kříže jsou postavy obou svatých.
U dvou nejnižších tříd má řádový odznak tvar řeckého kříže, na kterém je položen bíle smaltovaný červeně lemovaný kříž. Uprostřed kříže je malý medailon s portrétem dvou svatých. Medailon je lemován modře smaltovaným kruhem s nápisem ve spodní části a prolamovaným motivem dvou lvů a tří srdcí v horní části. Motiv lva a srdce odkazuje na dánský královský erb.
Řádová hvězda je stříbrná. Uprostřed je medailon, který svým vzhledem odpovídá medailonu řádového odznaku vyšších tříd.
Stuha je modrá s okraji lemovanými bílými vodorovnými proužky.